# Street Lady
Street Lady es un álbum de estudio del trompetista estadounidense Donald Byrd. Fue publicado en marzo de 1974 a través de Blue Note Records.

## Recepción de la crítica
Un escritor no especificado de Record World declaró: “Nuevo producto de un fenomenal artista de jazz cuyo último álbum alcanzó grandes alturas en las áreas de r&b y pop además del jazz. Este álbum es muy fuerte y tiene el potencial de hacer lo mismo. Él se está convirtiendo en un artista que ya no puede limitarse a los confines de una categoría de 'jazz', y un ejemplo de ello se puede experimentar en la poderosa canción que da nombre al álbum”. Un escritor no especificado de la revista Billboard escribió: “La resplandeciente trompeta de Byrd se contrarresta con la flauta ligera y alegre de Roger Glenn como un punto culminante de esta excelente experiencia musical. Una impresionante variedad de acompañantes amplía el alcance sonoro de la ‘banda’ con un sintetizador ARP y un clavinet en el corte que da nombre al álbum”.

## Lista de canciones
Todas las canciones compuestas por Larry Mizell, excepto donde esta anotado.
Lado uno
1. «Lansana's Priestess» – 7:42
2. «Miss Kane» – 7:35
3. «Sister Love» – 6:46

Lado dos
1. «Street Lady» – 5:39
2. «Witch Hunt» – 9:43
3. «Woman of the World» (Mizell, Edward Gordon) – 6:55

## Créditos y personal
Créditos adaptados desde las notas de álbum de Street Lady.
Músicos
- Donald Byrd – trompeta, fliscorno, voces
- Roger Glenn – flauta
- Chuck Rainey – Fender Bass
- Jerry Peters – piano, Fender Bass
- Stephanie Spruill – percusión
- Fonce Mizell – clavinet, trompeta, voces
- Fred Perren – sintetizador ARP, voces
- David T. Walker – guitarra
- Harvey Mason – batería
- King Errison – conga

Personal técnico
- Larry Mizell – productor, arreglos, conductor
- George Butler – productor ejecutivo
- John Mills – ingeniero de audio, mezclas
- Chuck Davis – ingeniero asistente, mezclas
- John Arias – ingeniero asistente, mezclas
- Norman Seeff – fotografía interior
- Mike Salisbury – director artístico, fotografía de portada

## Posicionamiento

### Gráfica semanal
| Gráfica (1974)                              | Pico de posición |
| ------------------------------------------- | ---------------- |
| Estados Unidos (Billboard Top LPs & Tape)   | 33               |
| Estados Unidos (Billboard Soul LPs)         | 6                |
| Estados Unidos (Billboard Jazz LPs)         | 2                |
| Estados Unidos (Cash Box Top 100 Albums)    | 39               |
| Estados Unidos (Record World Album Chart)   | 33               |
| Estados Unidos (Record World R&B LP Chart)  | 9                |
| Estados Unidos (Record World Jazz LP Chart) | 1                |

### Gráfica de fin de año
| Gráfica (1974)                      | Pico de posición |
| ----------------------------------- | ---------------- |
| Estados Unidos (Billboard Soul LPs) | 18               |
| Estados Unidos (Billboard Jazz LPs) | 13               |